# شون راي
شون راي (بالإنجليزية: Shawn Ray)‏ هو لاعب كمال أجسام أمريكي، ولد في 9 سبتمبر 1965 في Placentia, Newfoundland and Labrador ‏ في كندا.

## روابط خارجية
- شون راي على موقع IMDb (الإنجليزية)
- شون راي على موقع قاعدة بيانات الفيلم (الإنجليزية)